# Balta Neagră, Ilfov
Balta Neagră este un sat în comuna Nuci din județul Ilfov, Muntenia, România.

 Acest articol despre o localitate din județul Ilfov este deocamdată un ciot. Puteți ajuta Wikipedia prin completarea lui.